# 边境事务部
边境事务部是缅甸政府管理边境地区与民族事务的职能部门。

## 下属部门
- 部长办公室
- 民族发展司
- 教育培训司